# Team Katusha/Saison 2015
Diese Liste beschreibt die Mannschaft und die Erfolge des Radsportteams Team Katusha in der Saison 2015.

## Saison 2015

### Erfolge in der UCI WorldTour
| Datum            | Rennen                             | Sieger             |
| ---------------- | ---------------------------------- | ------------------ |
| 9. März          | 1. Etappe Paris–Nice               | Alexander Kristoff |
| 28. März         | 6. Etappe Volta a Catalunya        | Sergei Tschernezki |
| 29. März         | Gent–Wevelgem                      | Luca Paolini       |
| 5. April         | Flandern-Rundfahrt                 | Alexander Kristoff |
| 8. April         | 3. Etappe Vuelta al País Vasco     | Joaquim Rodríguez  |
| 9. April         | 4. Etappe Vuelta al País Vasco     | Joaquim Rodríguez  |
| 6.–11. April     | Gesamtwertung Vuelta al País Vasco | Joaquim Rodríguez  |
| 28. April–3. Mai | Gesamtwertung Tour de Romandie     | Ilnur Sakarin      |
| 20. Mai          | 11. Etappe Giro d’Italia           | Ilnur Sakarin      |
| 19. Juni         | 7. Etappe Tour de Suisse           | Alexander Kristoff |
| 13.–21. Juni     | Gesamtwertung Tour de Suisse       | Simon Špilak       |
| 6. Juli          | 3. Etappe Tour de France           | Joaquim Rodríguez  |
| 16. Juli         | 12. Etappe Tour de France          | Joaquim Rodríguez  |
| 30. August       | GP Ouest France-Plouay             | Alexander Kristoff |
| 6. September     | 15. Etappe Vuelta a España         | Joaquim Rodríguez  |

### Erfolge in der UCI Asia Tour
| Datum       | Rennen                  | Kat. | Sieger             |
| ----------- | ----------------------- | ---- | ------------------ |
| 9. Februar  | 2. Etappe Tour of Qatar | 2.HC | Alexander Kristoff |
| 11. Februar | 4. Etappe Tour of Qatar | 2.HC | Alexander Kristoff |
| 12. Februar | 5. Etappe Tour of Qatar | 2.HC | Alexander Kristoff |
| 19. Februar | 3. Etappe Tour of Oman  | 2.HC | Alexander Kristoff |

### Erfolge in der UCI Europe Tour
| Datum             | Rennen                                         | Kat. | Sieger               |
| ----------------- | ---------------------------------------------- | ---- | -------------------- |
| 6. März           | Prolog Driedaagse van West-Vlaanderen          | 2.1  | Anton Worobjow       |
| 31. März          | 1. Etappe Driedaagse van De Panne-Koksijde     | 2.HC | Alexander Kristoff   |
| 1. April          | 2. Etappe Driedaagse van De Panne-Koksijde     | 2.HC | Alexander Kristoff   |
| 2. April          | 3a. Etappe Driedaagse van De Panne-Koksijde    | 2.HC | Alexander Kristoff   |
| 31. März–2. April | Gesamtwertung Driedaagse van De Panne-Koksijde | 2.HC | Alexander Kristoff   |
| 5. April          | Gran Premio Miguel Induráin                    | 1.1  | Ángel Vicioso        |
| 8. April          | Scheldeprijs                                   | 1.HC | Alexander Kristoff   |
| 20. Mai           | 1. Etappe Tour of Norway                       | 2.HC | Alexander Kristoff   |
| 21. Mai           | 2. Etappe Tour of Norway                       | 2.HC | Alexander Kristoff   |
| 27. Mai           | 1. Etappe Tour des Fjords                      | 2.1  | Alexander Kristoff   |
| 28. Mai           | 2. Etappe Tour des Fjords                      | 2.1  | Alexander Kristoff   |
| 29. Mai           | 3. Etappe Tour des Fjords                      | 2.1  | Alexander Kristoff   |
| 27.–31. Mai       | Gesamtwertung Tour des Fjords                  | 2.1  | Marco Haller         |
| 11. Juni          | Grosser Preis des Kantons Aargau               | 1.HC | Alexander Kristoff   |
| 28. Juni          | Österreichische Meisterschaft – Straßenrennen  | CN   | Marco Haller         |
| 28. Juni          | Russische Meisterschaft – Straßenrennen        | CN   | Juri Trofimow        |
| 4. Juli           | Prolog Österreich-Rundfahrt (MZF)              | 2.HC | Team Katusha         |
| 6. August         | 3. Etappe Vuelta a Burgos                      | 2.HC | Wladimir Issaitschew |
| 8. August         | 5. Etappe Vuelta a Burgos                      | 2.HC | Daniel Moreno        |
| 13. August        | 1. Etappe Arctic Race of Norway                | 2.HC | Alexander Kristoff   |

### Zugänge – Abgänge
| Zugänge           | Team 2014             | Abgänge               | Team 2015                  |
| ----------------- | --------------------- | --------------------- | -------------------------- |
| Jacopo Guarnieri  | Astana Pro Team       | Pawel Brutt           | Tinkoff-Saxo               |
| Sergey Lagutin    | RusVelo               | Pjotr Ignatenko       | RusVelo                    |
| Ilnur Sakarin     | RusVelo               | Alexander Rybakow     | RusVelo                    |
| Tiago Machado     | Team NetApp-Endura    | Aljaksandr Kuschynski | Minsk Cycling Club         |
| Sven Erik Bystrøm | Team Øster Hus-Ridley | Wladimir Gussew       | Skydive Dubai-Al Ahli Club |
| Nils Politt       | Team Stölting         | Michail Ignatjew      | Sabbatical                 |
| Jhonatan Restrepo |                       |                       |                            |

### Mannschaft
| Name                  | Geburtstag         | Nationalität |              |
| --------------------- | ------------------ | ------------ | ------------ |
| Maxim Belkow          | 9. Januar 1985     | Russland     |              |
| Sven Erik Bystrøm     | 21. Januar 1992    | Norwegen     |              |
| Giampaolo Caruso      | 15. August 1980    | Italien      |              |
| Jacopo Guarnieri      | 14. August 1987    | Italien      |              |
| Marco Haller          | 1. April 1991      | Österreich   |              |
| Wladimir Isajtschew   | 21. April 1986     | Russland     |              |
| Alexander Kolobnew    | 4. Mai 1981        | Russland     |              |
| Dmitri Kosontschuk    | 5. April 1984      | Russland     |              |
| Pawel Kotschetkow     | 7. März 1986       | Russland     |              |
| Alexander Kristoff    | 5. Juli 1987       | Norwegen     |              |
| Wjatscheslaw Kusnezow | 24. Juni 1989      | Russland     |              |
| Sergey Lagutin        | 14. Januar 1981    | Russland     |              |
| Alberto Losada        | 28. Februar 1982   | Spanien      |              |
| Tiago Machado         | 18. Oktober 1985   | Portugal     |              |
| Daniel Moreno         | 5. September 1981  | Spanien      |              |
| Luca Paolini          | 17. Januar 1977    | Italien      |              |
| Alexander Porsew      | 21. Februar 1986   | Russland     |              |
| Joaquim Rodríguez     | 12. Mai 1979       | Spanien      |              |
| Ilnur Sakarin         | 15. September 1989 | Russland     |              |
| Rüdiger Selig         | 19. Februar 1989   | Deutschland  |              |
| Jegor Silin           | 25. Juni 1988      | Russland     |              |
| Gatis Smukulis        | 15. April 1987     | Lettland     |              |
| Simon Špilak          | 23. Juni 1986      | Slowenien    |              |
| Juri Trofimow         | 26. Januar 1984    | Russland     |              |
| Sergei Tschernezki    | 9. April 1990      | Russland     |              |
| Ángel Vicioso         | 13. April 1977     | Spanien      |              |
| Eduard Worganow       | 7. Dezember 1982   | Russland     |              |
| Anton Worobjow        | 12. Oktober 1990   | Russland     |              |
| Alexei Zatewitsch     | 5. Juli 1989       | Russland     |              |
| Stagiaires            | Stagiaires         | Nationalität | Nationalität |
| Nils Politt           | Nils Politt        | Deutschland  |              |
| Jhonatan Restrepo     | Jhonatan Restrepo  | Kolumbien    |              |